# Лорі-самітник
Ло́рі-самі́тник (Vini solitaria) — вид папугоподібних птахів родини Psittaculidae. Ендемік Фіджі.

## Опис

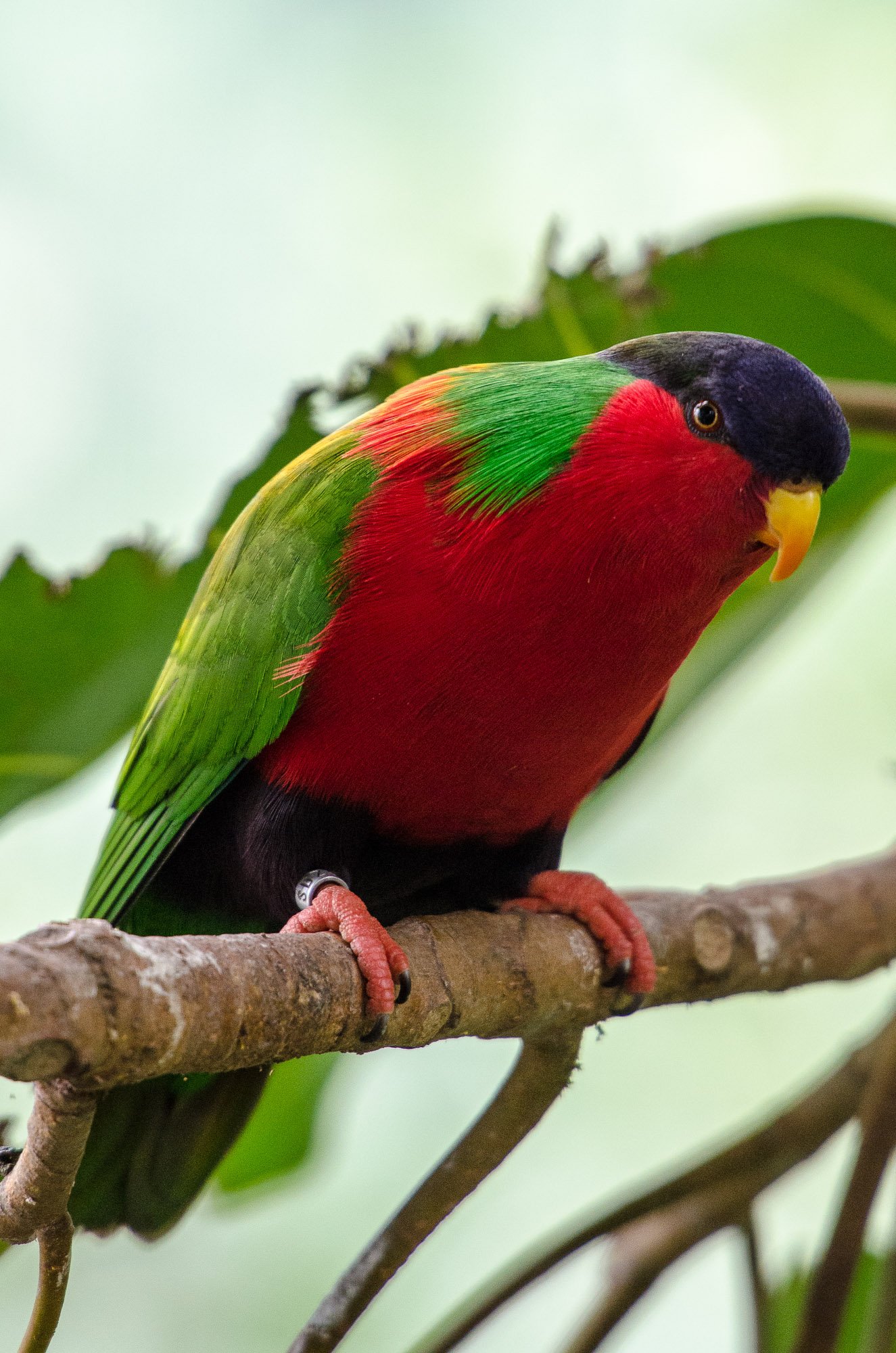
Лорі-самітник (Зоопарк Сан-Дієго)

Довжина птаха становить 20 см. У самців щоки, голо, груди і верхня частина живота яскраво-червоні, тім'я темно-фіолетове. Потилиця зелено-червона, деякі пера на ній видовжені. Крила, спина і хвіст зеленуваті. Нижня частина живота фіолетова. Дзьоб жовтувато-оранжевий, лапи рожевувато-оранжеві, райдужки оранжево-червоні. У самиць верхня частина голови блідіша, зеленувате. Молоді птахи мають дещо блідіше забарвлення, груди і верхня частина живота у них поцятковані фіолетовими смужками, дзьоб коричневий, очі світло-карі.

## Поширення і екологія
Лорі-самітники мешкають на більшості фіджійських островів. Викопні рештки свідчать про те, що раніше вони мешкали також на Тонзі, однак вимерли там після появи на островах полінезійців. Лорі-самітники живуть у вологих рівнинних тропічних лісах, на плантаціях, в парках і садах. Зустрічаються парами або зграйками, на висоті до 1200 м над рівнем моря. Живляться плодами, насінням, нектаром і квітками, полюбляють плоди і квітки коралових дерев, кокосових пальм та інтродукованих африканських тюльпанових дерев (Spathodea campanulata). Гніздяться в дуплах дерев. В кладці 2 яйця, інкубаційний період триває 30 днів, пташенята покидають гніздо через 9 тижнів після вилуплення.

## Збереження
МСОП класифікує цей вид як такий, що перебуває на межі зникнення. За оцінками дослідників, популяція червоногорлих лорікетів становить менш ніж 50 птахів. Їм загрожує знищення природного середовища, а також хижацтво з боку інтродукованих щурів, індійських мангустів і диких кішок. 